# Дарроу (Лиишь)
Дарроу (англ. Durrow; ирл. Darú, ранее — ирл. Darmhagh Ua nDuach) — деревня в Ирландии, находится в графстве Лиишь (провинция Ленстер).

## Демография
Население — 811 человек (по переписи 2006 года). В 2002 году население составляло 717 человек.
Данные переписи 2006 года:
| Общие демографические показатели |               |                               |                               |      |      |
| Всё население                    | Всё население | Изменения населения 2002—2006 | Изменения населения 2002—2006 | 2006 | 2006 |
| 2002                             | 2006          | чел.                          | %                             | муж. | жен. |
| 717                              | 811           | 94                            | 13,1                          | 404  | 407  |

## Достопримечательности
Одна из достопримечательностей деревни — замок Дарроу.